# عدی عمرو
عدی عمرو (عربی: عدي عمرو؛ زادهٔ ۱۵ سپتامبر ۱۹۸۷) یک ورزشکار اهل عربستان سعودی است.
از باشگاه‌هایی که در آن بازی کرده‌است می‌توان به باشگاه فوتبال الانصار عربستان سعودی و باشگاه فوتبال هجر عربستان سعودی اشاره کرد.